# 維多利亞塔 (根西)
維多利亞塔（Victoria Tower）是位於根西聖彼得港的一座紀念建築，紀念維多利亞女王和阿尔伯特亲王在1846年到訪根西。維多利亞女王在1859年實際參觀了這座建築。在經過翻新之後，該建築在2006年重新開放。